# 백복령

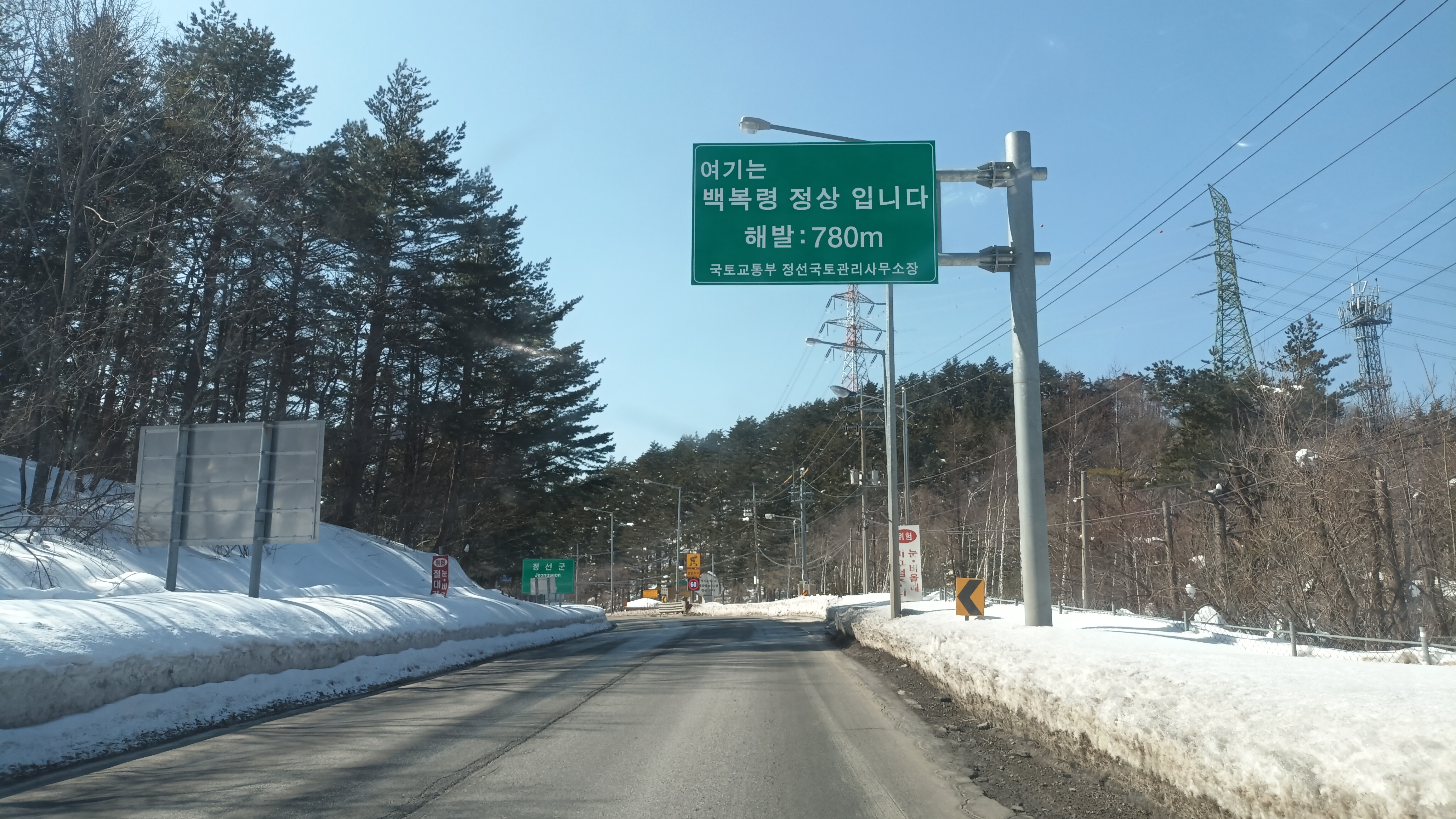
강원도 정선군-강릉시 백복령과 국도 제42호선

백복령(白茯嶺, Baekbokryeong)은 강원특별자치도 정선군 임계면, 강릉시 옥계면, 동해시 사이에 있는 백두대간의 고개이다. 높이는 해발 750m이다. 국도 제42호선이 지난다. 정선 백복령 카르스트지대는 대한민국의 천연기념물 제440호로 지정되어 보호되고 있다.

## 같이 보기
- 정선 백복령 카르스트지대 (천연기념물 제440호)